# Сатыевский сельсовет
Сатыевский сельсовет — муниципальное образование в Миякинском районе Башкортостана.
Административный центр — село Сатыево.

## История
Согласно «Закону о границах, статусе и административных центрах муниципальных образований в Республике Башкортостан» имеет статус сельского поселения.

## Население
| 2002  | 2009  | 2010  | 2012  | 2013  | 2014  | 2015  |
| ----- | ----- | ----- | ----- | ----- | ----- | ----- |
| 1528  | ↗1562 | ↘1390 | ↘1359 | ↘1326 | ↘1295 | ↘1248 |
| 2016  | 2017  | 2018  |       |       |       |       |
| ↘1231 | ↗1232 | ↘1211 |       |       |       |       |

## Состав сельского поселения
| № | Населённый пункт | Тип населённого пункта       | Население |
| - | ---------------- | ---------------------------- | --------- |
| 1 | Сатыево          | село, административный центр | ↘590      |
| 2 | Баязитово        | село                         | ↘640      |
| 3 | Новые Омельники  | деревня                      | ↘64       |
| 4 | Новофедоровка    | деревня                      | ↘63       |
| 5 | Чулпан           | деревня                      | ↘24       |
| 6 | Шатра            | деревня                      | ↘9        |
| 7 | Ржановка         | деревня                      | 0         |

## Известные уроженцы
- Поздняков, Александр Васильевич (род. 5 августа 1937) — российский учёный-геоморфолог, доктор географических наук[15].

## Достопримечательности
- Сатыевский курган — в 3 км выше села Сатыево, на правом распахиваем берегу реки Уяза на небольшой возвышенности, напротив летней фермы.